# Horloge astronomique de Besançon
L'Horloge astronomique de la cathédrale Saint-Jean de Besançon est une horloge astronomique considérée comme un chef-d'œuvre du genre, construite par Auguste-Lucien Vérité au XIXe siècle. Elle fait suite à l'horloge astronomique de Constant Flavien Bernardin, construite vers 1850-1855, au fonctionnement compliqué et défectueux, disparue (ou intégrée dans celle de Vérité) vers 1860.

## Histoire

### Horloge de Bernardin
Une première horloge astronomique a été installée à Besançon par Constant Flavien Bernardin (1819-1902) et construite entre décembre 1850 et avril 1855. Ce Bernardin ne doit pas être confondu avec le frère Bernardin Morin (1812-1876) qui a réalisé l'horloge astronomique de Ploërmel à la même époque.
Cette horloge a été le point de départ de celle de Vérité, qui n'en a probablement repris aucun élément, sauf peut-être des sources d'inspiration. Bernardin avait exposé une horloge astronomique en 1849 et il était alors domicilié à Fougerolles. L'horloge construite pour Besançon a été exposée à l'exposition universelle de 1855 à Paris où Vérité, qui exposait aussi, a certainement pu la voir. La description qui suit est adaptée de l'Ami des Sciences de 1855, page 456.
L'horloge de Bernardin avait 5 mètres 50 de haut (7 mètres avec le chevalet), 2,40 m de large et 1 m de profondeur. Elle comportait 72 cadrans, dont 34 devant, 30 sur les côtés, 5 derrière et 3 à l'extérieur de la tour. Elle mettait en jeu 24 cloches, timbres et sonnettes et 22 statuettes. Elle donnait plus de 100 indications diverses. Elle se décomposait en 13638 pièces en fer, fonte, cuivre et acier poli et pesait 6000 kilogrammes.
Le mouvement central était formé de neuf rouages, avec échappement à cheville, force constante et remontoir d'égalité. Ces rouages étaient en cuivre et l'échappement était garni de diamants. Le cylindre principal avait 21 centimètres de diamètre, sa grande roue avait 40 centimètres de diamètre. Le poids qui déterminait la marche était de 40 kilogrammes. Le poids du régulateur de la force constante était de 60 grammes. Toutes les dix secondes, le mouvement se communiquait à toutes les parties de l'horloge et la force se renouvelait par l'effet du remontoir d'égalité. Le balancier, long de 1 mètre jusqu'à la lentille, était composé de neuf tringles en fer et en cuivre. En bas, une lentille en cuivre de 5 décimètres de diamètre, au sommet une aiguille de pyromètre longue de 5 décimètres et donnant par l'effet de la dilatation ou de la condensation du métal des tringles le degré de froid ou de chaleur indiqué sur un écusson en émail. Ce même balancier décrivait à chaque oscillation les degrés du cercle. L'échappement était muni d'une vis de rappel au moyen de laquelle on pouvait dans toutes les positions le mettre en équilibre.
De chaque côté du moteur principal étaient placés les moteurs de la grande sonnerie qui devait s'exécuter sur les cloches de la cathédrale. Ils étaient rattachés au moteur principal par une simple détente.
Après le mouvement venaient les divisions du temps : horaire, diurne, mensuelle ; le comput ecclésiastique, l'équation du temps, les phases de la lune, les années bissextiles, le méridien, les fêtes mobiles, la sphère céleste et le planisphère, les marées, les divisions décimales, le cadran régulateur, les statuettes des heures, les statuettes des jours de la semaine, le tombeau du Christ, la statue de la Vierge, le système de sonnerie, les cadrans extérieurs, etc. Toutes ces combinaisons étaient décrites en détail dans une petite brochure publiée par l'inventeur.

### Horloge de Vérité
En 1857, l'archevêque Mathieu demande à Auguste-Lucien Vérité, célèbre maître horloger de Beauvais en Picardie (concepteur de l'horloge astronomique de Beauvais de la cathédrale Saint-Pierre de Beauvais entre 1865 et 1868) de concevoir une horloge astronomique destinée à la cathédrale Saint-Jean de Besançon.
Deux ans de travail puis trois ans d'améliorations ont été nécessaires à son édification. La comparaison avec la description de l'horloge de Bernardin montre qu'une très grande partie des idées de l'horloge ne sont pas de Vérité, mais qu'elles ont été reprises de Bernardin. C'est Bernardin qui a introduit cette multiplicité de cadrans et des affichages un peu inhabituels (pour Besançon) comme ceux des marées. Vérité semble surtout avoir repris toutes ces idées et leur avoir donné une meilleure assise. Il est possible qu'il n'ait repris aucun élément mécanique de l'horloge de Bernardin.
L'horloge de Vérité est composée de 30 000 pièces mécaniques et présente 122 indications toutes interdépendantes dont :
Heures, dates, saisons, durée du jour et de la nuit, heures à 20 endroits du monde, nombres d'éclipses lunaires et solaires, signes zodiacaux, date de Pâques (épacte), dates et heures des marées, heure solaire, solstice...
Cette horloge astronomique est animée par de nombreux automates et chorégraphies mécaniques et animations du système solaire, inspirées par la Bible catholique et déclenchées en fonction du calendrier et de l'horaire.
L'horloge est dans une pièce prévue à cet effet, dans la tour de la cathédrale. Elle peut être visitée tous les jours, en visite guidée exclusivement, aux heures où les animations mécaniques sont les plus spectaculaires.

## Restauration
L'horloge a cessé de fonctionner au début des années 1960, à la suite du décès de la personne qui en assurait l'entretien. Elle a ensuite été restaurée par l'entreprise Ungerer de Strasbourg en 1966. Par la suite, l'entreprise Voegelé a été chargée d'une restauration, et plus récemment l'entreprise Prêtre de Mamirolle.
L'horloge a été classée monument historique au titre objet en 1991.

## Images du mécanisme

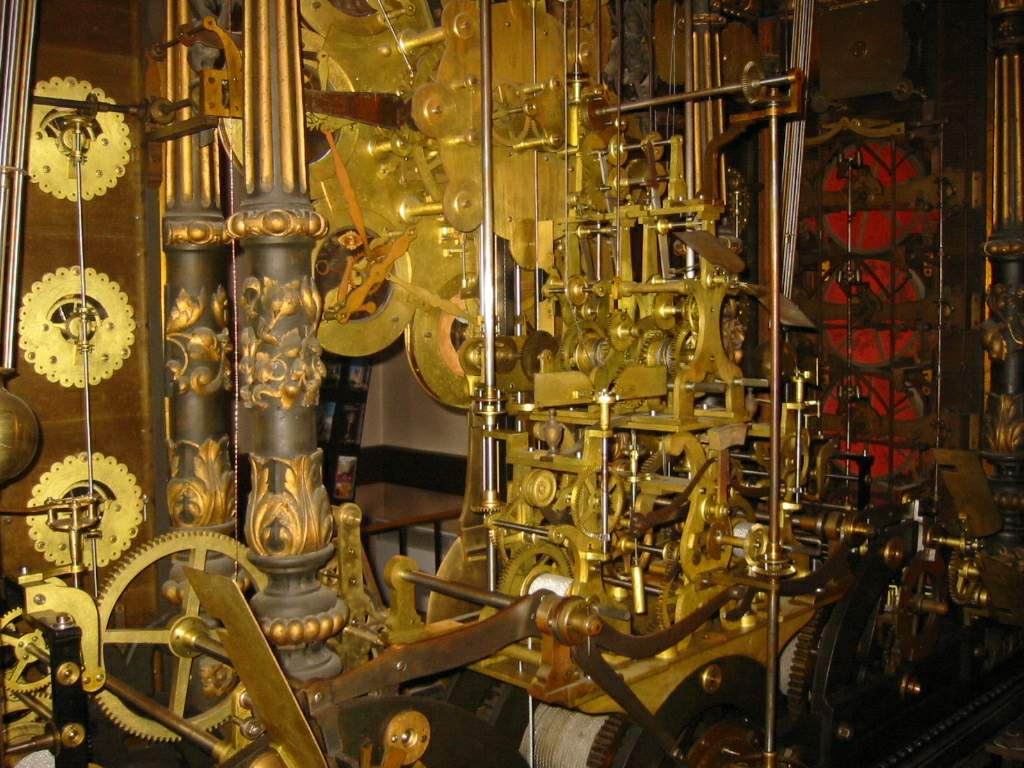
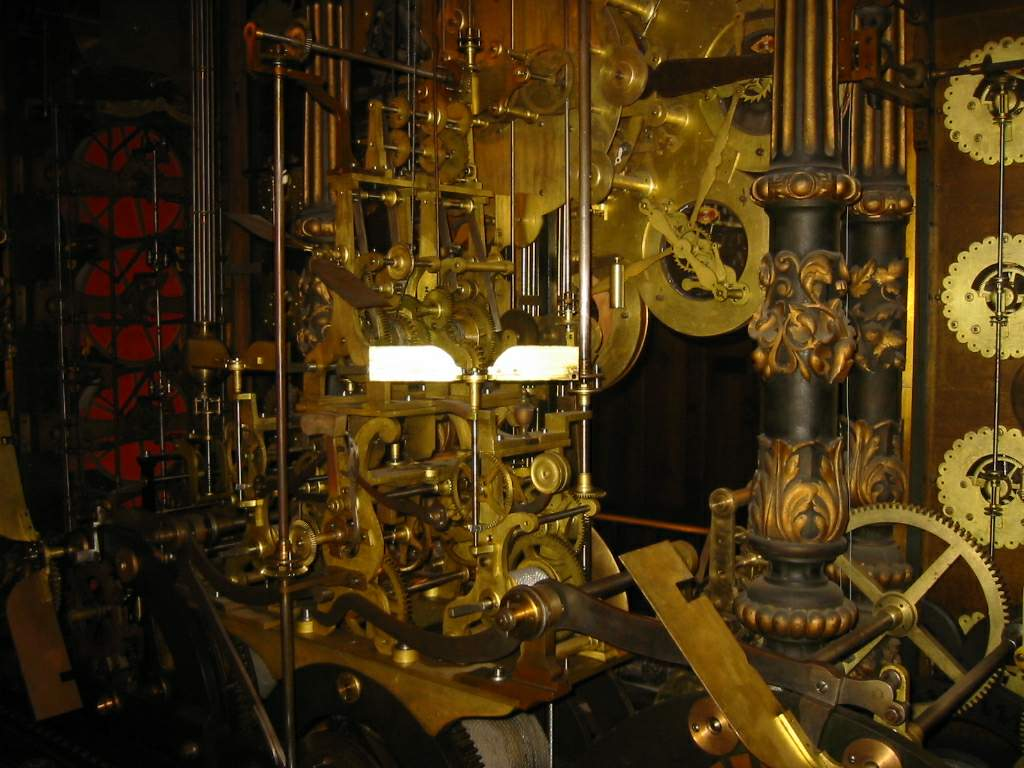
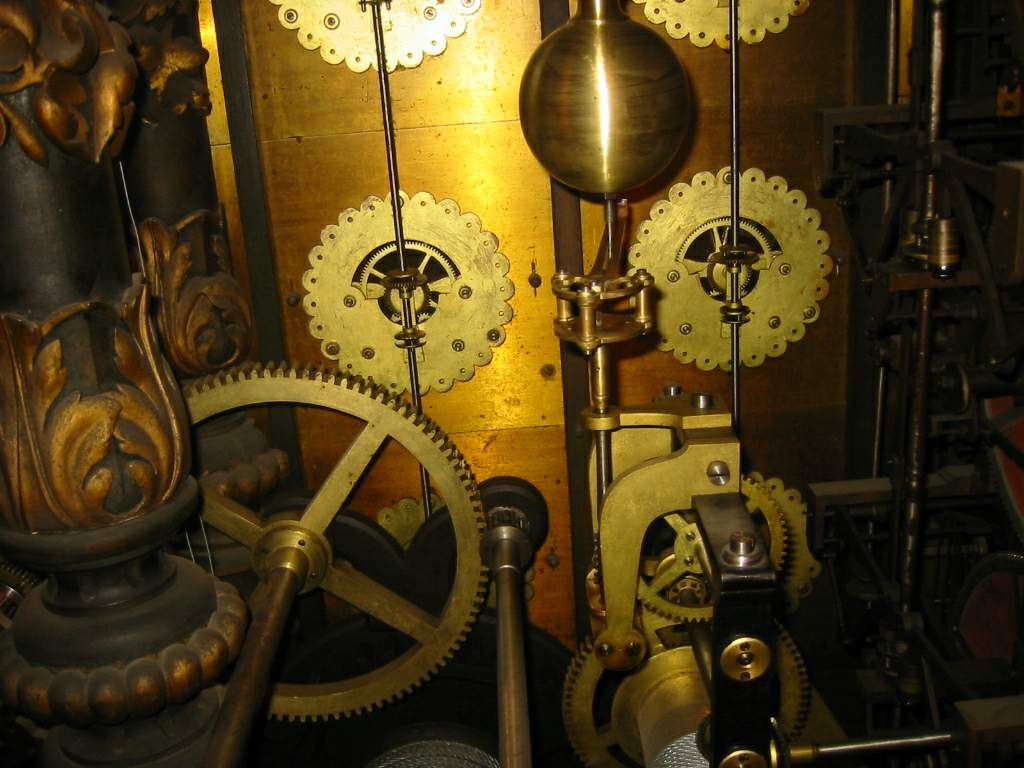
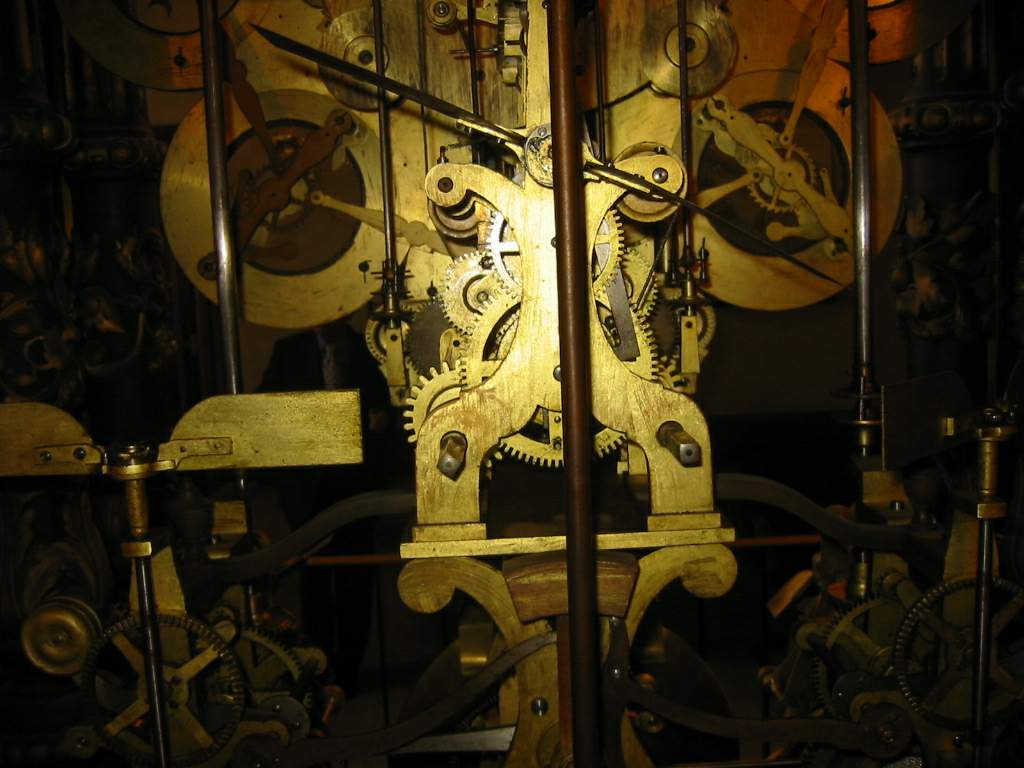
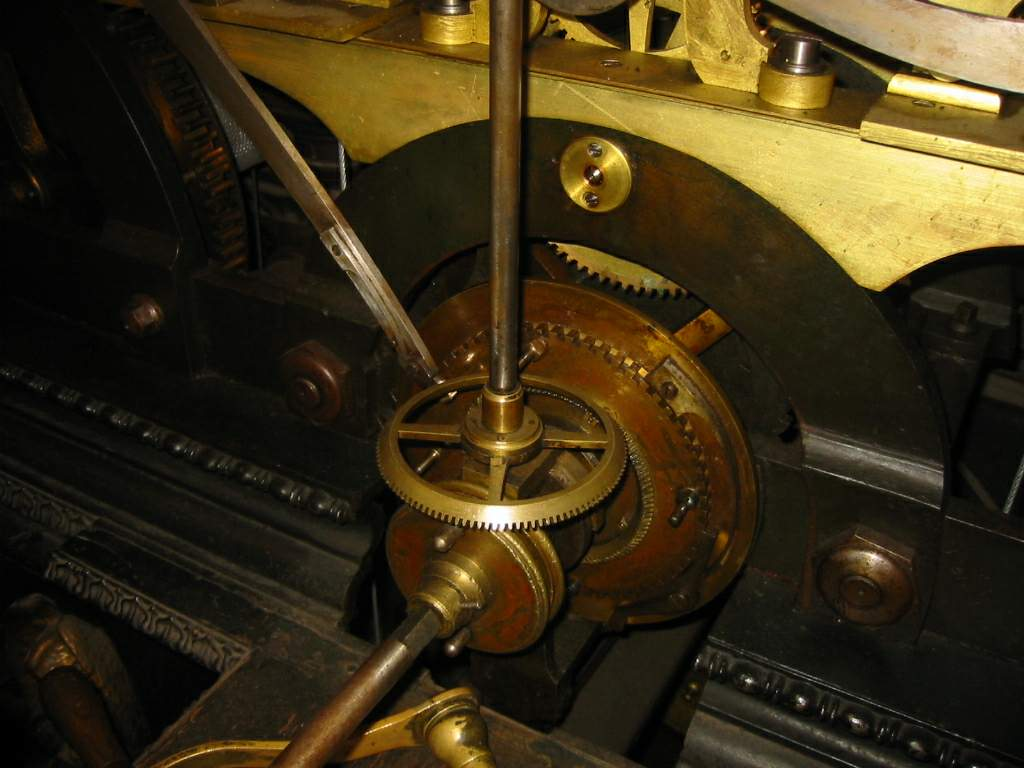

### Sources
- Sur l'horloge de Bernardin :
  - Rapport du jury central sur les produits de l'agriculture et de l'industrie exposés en 1849, 1850, page 502 (sur l'horloge exposée en 1849)
  - Le Quérard: Archives d'histoire littéraire, de biographie et de bibliographie françaises, volume 1, 1855, page 401
  - L'Ami des sciences, 1855, volume 1, page 456
  - Description de l'horloge astronomique de la cathédrale de Besançon exécutée par Bernardin fils, 1855, Paris, Imprimerie de Gaittet et Cie, 32 pages lien
  - Henri Edouard Tresca, Ch. Lahure : Visite à l'exposition universelle de Paris, en 1855, 1855 page 398
  - Le Canada et l'Exposition universelle de 1855, 1856, pages 271 et 326
  - René Baillaud : « Histoire de l'horloge astronomique de la Cathédrale Saint-Jean de Besançon », Académie des sciences, belles-lettres et arts de Besançon, procès-verbaux et mémoires, volume 172, 1958, pages 350-367
- Sur l'horloge de Vérité :
  - Notice descriptive de l'horloge astronomique de l'église cathédrale de Besançon, Besançon, 1860, 36 pages lien
  - Notice descriptive de l'horloge astronomique de l'église cathédrale de Besançon, Besançon, 1861, 36 pages
  - Cosmos, 1862, pages 457, 486, 525
  - R. Goudey : Horloge astronomique de Saint-Jean de Besançon, 1909, 30 pages
  - Alfred Ungerer : Les horloges astronomiques et monumentales les plus remarquables de l'antiquité jusqu'à nos jours, Strasbourg, 1931, pages 62–64 (l'horloge de Bernardin n'y est pas mentionnée)
  - P. Brandibas-Goudey : L'Horloge astronomique de Saint-Jean Besançon, 1937, 31 pages
  - M. Hanke: Astronomical Clock of Besancon, the PuristS (anglais)